# Casearia battiscombei
Casearia battiscombei R.E.Fr. – gatunek rośliny z rodziny wierzbowatych (Salicaceae Mirb.). Występuje naturalnie w Kenii, Ugandzie, Tanzanii, Malawi oraz wschodnim Zimbabwe. 

## Morfologia
PokrójZrzucające liście drzewo lub krzew dorastające do 10 m wysokości. Gałęzie są ułożone poziomo, często opadające.
LiścieBlaszka liściowa ma podługowaty kształt i ciemnozieloną barwę. Mierzy 12–22 cm długości oraz 3–5 cm szerokości, jest karbowana na brzegu lub niemal całobrzega, ma klinową nasadę i tępy wierzchołek. Ogonek liściowy jest nagi i dorasta do 6–10 mm długości.
KwiatySą zebrane w pęczki, rozwijają się w kątach pędów. Są niepozorne i mają zielonkawą barwę. Mają 5 działek kielicha o owalnym kształcie i dorastających do 2 mm długości. Kwiaty mają 5–7 pręcików.
OwoceTorebki otwierające się 2–4 klapami, mają elipsoidalny kształt i żółtą barwę. Osiągają 8 mm średnicy. Nasiona są koloru pomarańczowego.

## Biologia i ekologia
Rośnie w lasach, na wysokości od 1000 do 2400 m n.p.m. Kwitnie w październiku.